# Tập lồi
Trong không gian Euclide, một tập hợp được gọi là lồi nếu lấy hai điểm tùy ý thuộc vật thể thì đoạn thẳng nối hai điểm ấy cũng sẽ thuộc vật thể đó. Ví dụ, một khối lập phương đặc ruột là một vật thể lồi, nhưng bất kỳ vật thể nào rỗng ruột hoặc có vết lõm thì không lồi.

## Các tập lồi

Tập lồi.

Tập không lồi (lõm).

Giả sử C là một tập trong một không gian vector thực hay phức. C được gọi là lồi nếu với mọi x và y thuộc C và với mọi t trong khoảng[0,1], điểm
(1 − t) x + t y
cũng thuộc C. Nói cách khác, mọi điểm trên đoạn thẳng nối x và y đều thuộc C. Điều này cũng dẫn đến kết luận: tập lồi trong không gian véc-tơ tô-pô thì liên thông, thậm chí là đơn liên.
Tập C được gọi là lồi tuyệt đối nếu nó lồi và cân bằng.
Tập con lồi của R (tập số thực) chẳng qua là các khoảng của R. Một vài ví dụ về tập con lồi trong không gian Euclide 2 chiều là các đa giác đều và các vật thể có chiều rộng hằng số. Một vài ví dụ về tập con lồi trong không gian Euclide 3 chiều là các khối Archimede và các khối Platon. Các khối Kepler-Poinsot là ví dụ về các tập không lồi.
- Tập lồi đóng: tập lồi bao gồm cả "biên".
- Tập lồi mở: tập lồi không chứa "biên".

### Tính chất của tập lồi
Giả sử {\displaystyle S} là một tập lồi, {\displaystyle u_{1},u_{2},\ldots ,u_{r}} là các điểm thuộc {\displaystyle S}, và {\displaystyle \lambda _{1},\lambda _{2},\ldots ,\lambda _{r}} là các số không âm bất kỳ sao cho {\displaystyle \textstyle \sum _{k=1}^{r}\lambda =1}, thì tổ hợp lồi {\displaystyle \textstyle \sum _{k=1}^{r}\lambda _{k}u_{k}} cũng thuộc {\displaystyle S}.
Giao của một số bất kỳ tập lồi cũng là một tập lồi, vì vậy tất cả các tập con lồi của một không gian vectơ tạo nên một lưới đầy đủ. Điều này cũng có nghĩa là bất kỳ một tập con A nào của không gian vectơ cũng có thể được chứa trong một tập lồi nhỏ nhất (gọi là bao lồi của A), mà tập lồi này cũng chính là giao của tất cả các tập lồi chứa A.

## Tập hình sao

Mọi điểm trong phần tô màu đỏ đều có thể là điểm thỏa mãn điều kiện lồi sao

Tập hình sao nhưng lại không phải là tập lồi
Hình vành khuyên không phải là tập lồi sao vì không tồn tại điểm {\displaystyle x_{0}} nào thỏa mãn điều kiện lồi sao

Giả sử C là một không gian vector thực hay phức. C được gọi là hình sao nếu tồn tại ít nhất một điểm {\displaystyle x_{0}} thuộc C sao cho đoạn thẳng nối {\displaystyle x_{0}} đến điểm bất kỳ y thuộc C cũng được chứa trong C. Do đó một tập lồi luôn luôn là hình sao nhưng một tập hình sao chưa chắc là tập lồi.

## Hình học phi-Euclide
Định nghĩa về tập lồi và bao lồi có thể được mở rộng một cách tự nhiên trong hình học phi Euclide, hay tổng quát hơn, trong các đa tạp Riemann, bằng cách định nghĩa tập lồi là tập chứa mọi đường trắc địa nối hai điểm bất kỳ trong tập đó.

## Tính lồi tổng quát
Khái niệm tính lồi trong không gian Euclide có thể được tổng quát hóa bằng cách sửa đổi định nghĩa ở một vài khía cạnh. Khi đó, người ta gọi chung chúng là "tính lồi tổng quát", vì sau khi sửa đổi, các đối tượng hình thành vẫn còn giữ được một số tính chất đã biết của tập lồi.

### Tính lồi trực giao
Một ví dụ về tính lồi tổng quát là tính lồi trực giao.
Một tập S trong không gian Euclide được gọi là lồi trực giao, nếu bất kỳ đoạn thẳng nào song song với một trong các trục tọa độ và nối hai điểm của S thì đoạn thẳng đó phải nằm trong S. Dễ dàng chứng minh rằng giao của một số bất kỳ các tập lồi trực giao cũng là tập lồi trực giao. Ngoài ra, tập lồi trực giao cũng giữ lại được một vài tính chất khác của tập lồi.

## Tính lồi trừu tượng (tiên đề)
Khái niệm tính lồi có thể tổng quát hóa cho nhiều đối tượng khác, bằng cách lựa chọn một số tính chất của tính lồi làm tiên đề.